# 弓叶鼠耳芥
弓叶鼠耳芥（学名：Arabidopsis toxophylla）是十字花科鼠耳芥属的植物。分布在中亚、欧洲、西伯利亚、阿富汗以及中国大陆的西藏等地，生长于海拔1,500米的地区，目前尚未由人工引种栽培。